# Enns
Enns é um município da Áustria localizado no Linz-Land, no estado de Alta Áustria.
Pertence à rede das Cidades Cittaslow.

## História

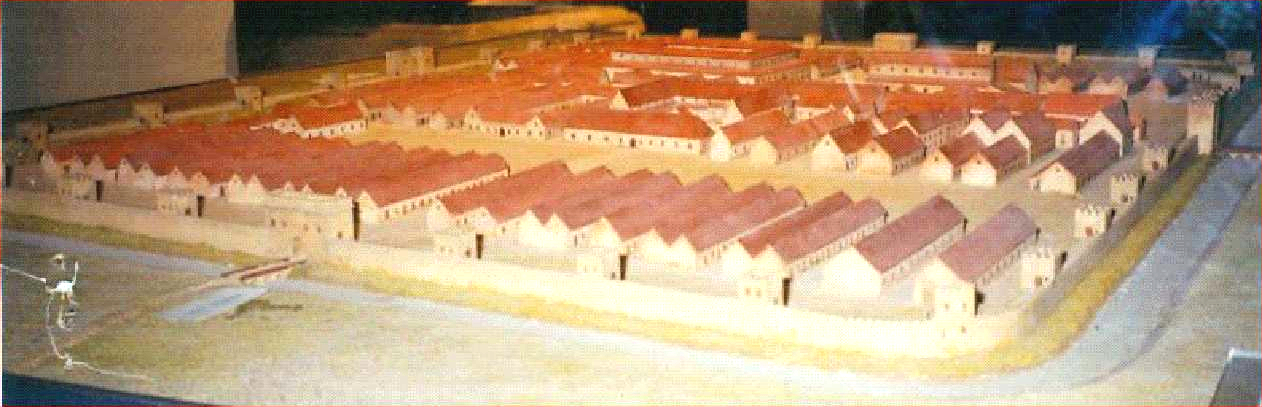
Maquete de Lauríaco

Os primeiros povoados na área da foz do rio Enns no Danúbio datam de 4 000 a.C. Os celtas ocupavam a região por volta de 400 a.C. O Reino Nórico foi incorporado ao Império Romano por volta de 15 d.C. e foi designado como uma província romana, a Nórica, sob o reinado do imperador Cláudio em 45. 
Nos séculos II e III, o campo romano de Lauríaco (em latim: Lauriacum), onde estavam estacionados 6 000 legionários (a cidade era a base da Legio II Italica), estava localizado no território da moderna Enns. O povoado adjacente (Lorch) recebeu o privilégio de município em 212 pelas mãos de Caracala quando a população era aproximadamente 30 000 pessoas. Durante as perseguições de Diocleciano aos cristãos, um comandante do exército romano, São Floriano, morreu como mártir em Lauríaco em 4 de maio de 304, quando ele foi afogado no rio Enns. Apenas nove anos depois, o imperador Constantino I proclamou a tolerância religiosa no Édito de Milão. Após 370, uma basílica cristã primitiva foi construída sobre os restos de um templo de Júpiter e Lauríaco foi a sé episcopal até 488